# Игры Содружества 1986
Игры Содружества 1986 года проводились в Эдинбурге (Шотландия) с 24 июля по 2 августа. Эти Игры были 13-ми по счёту, и вторыми, которые проводились в Эдинбурге. В отличие от Игр 1970 года, которые были популярными и успешными, Игры 1986 года известны широким политическим бойкотом, связанным с ними, и вытекающими из этого неэффективными финансовыми операциями.

## Бойкот

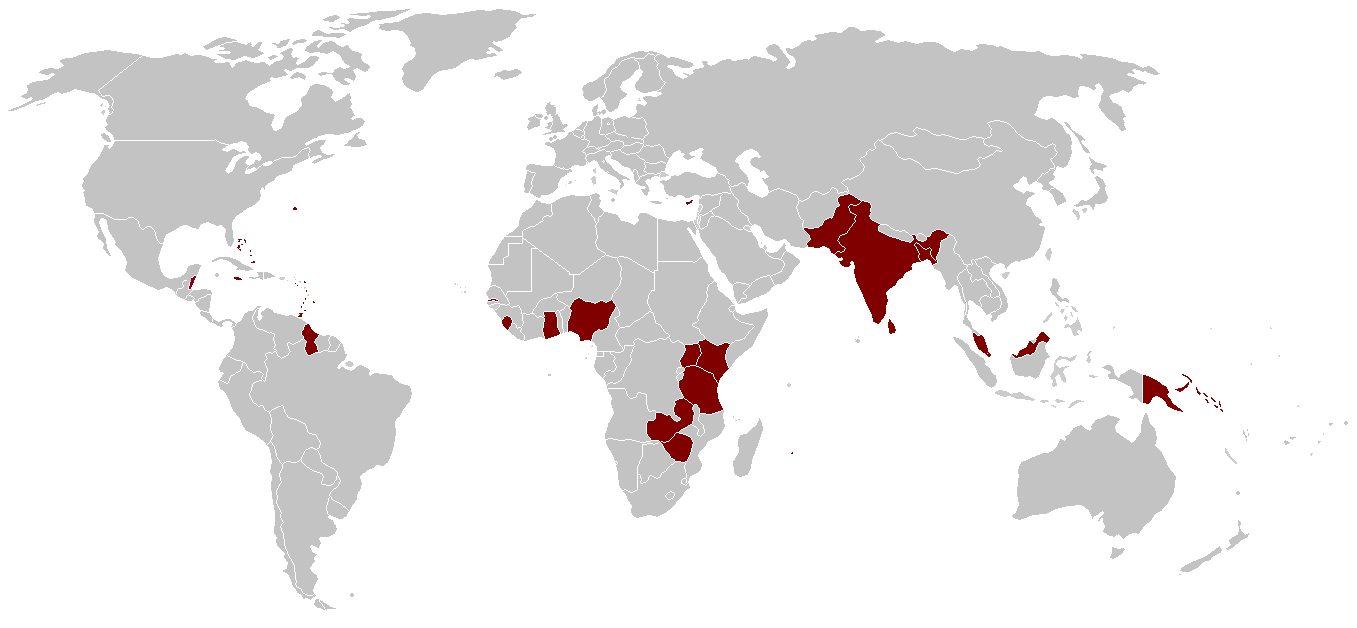
Страны, бойкотировавшие Игры Содружества.

Большинство стран Содружества объявили Играм бойкот. 32 из 59 стран, в основном африканских, азиатских и карибских, отказались от участия из-за политики правительства Маргарет Тэтчер, поддерживающего спортивные связи Великобритании с режимом апартеида в Южной Африке, и не участвующего в общем спортивном бойкоте этой страны. В Эдинбурге 1986 года участие зарубежных стран было самым низким со времён Игр 1950 года в Окленде. Спортсмены Бермудских Островов появились на церемонии открытия и в день открытия соревнований, и лишь после этого Олимпийская ассоциация Бермудских островов приняла решение официально отказаться от участия в Играх.

## Страны-участницы

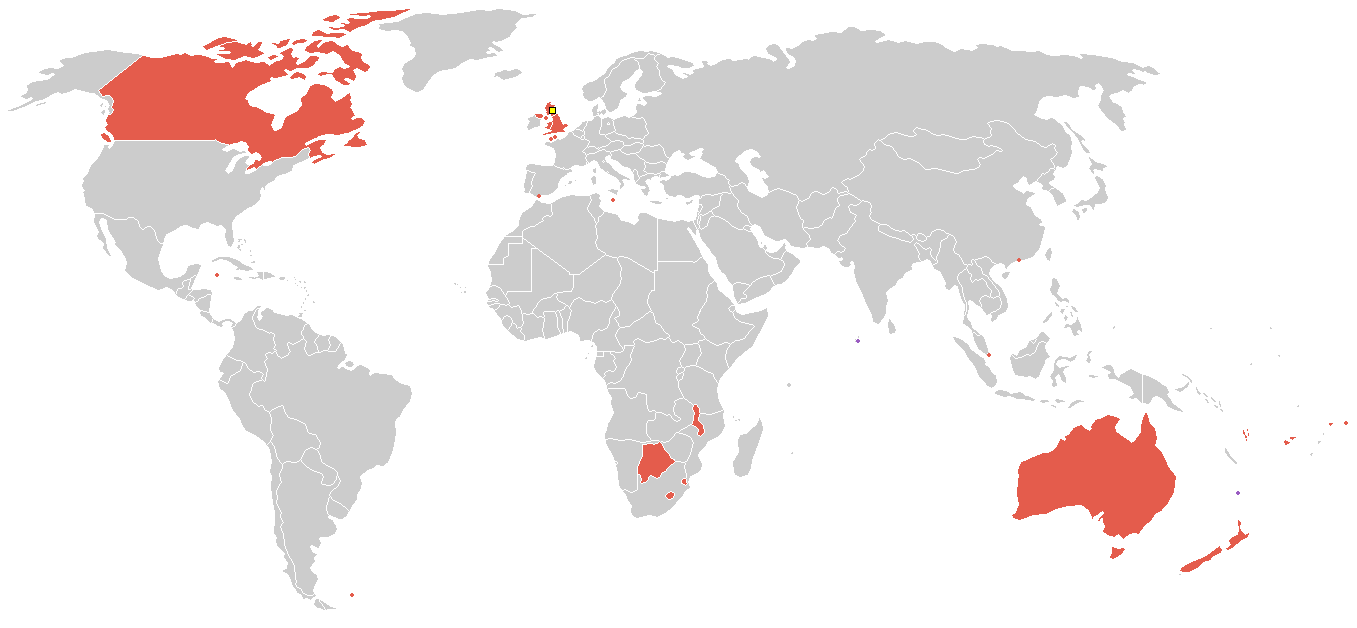
Страны, принявшие участие в Играх Содружества.

Из-за бойкота в Играх приняли участие только 27 стран.
| Страны и территории, принявшие участие в Играх |
| --- |
| - Австралия - Бермуды - Ботсвана - Канада - Острова Кайман - Острова Кука - Англия - Фолклендские острова - Фиджи - Гибралтар - Гернси - Гонконг - Остров Мэн - Джерси - Лесото - Малави - Мальдивы - Мальта - Новая Зеландия - Остров Норфолк - Северная Ирландия - Шотландия (принимающая страна) - Сингапур - Свазиленд - Вануату - Уэльс - Самоа - Команда Бермудских островов присоединилась к бойкоту после первого дня соревнований |
| Страны и территории, дебютировавшие на Играх |
| - Остров Норфолк - Мальдивы |

## Церемония открытия

Баннер, посвященный 400-летию Эдинбургского университета в 1986 году, который был вывешен на стене спортивного зала во время Игр Содружества 1986 года.

Тема церемонии открытия была посвящена «Духу молодости». В ней участвовали 6500 шотландских школьников, выполнивших серию гимнастических упражнений. Музыкальную тему «Дух молодости» написал Жерард Кенни. Церемония началась на эспланаде Эдинбургского замка, откуда сотни школьников сбежали по Королевской Миле через Холируд-парк к стадиону Медоубэнк.

## Финансовые проблемы
Из-за этого значительно сокращенного участия и связанного с этим снижения ожидаемых доходов от трансляций и спонсорства, Организационный комитет столкнулся с большим дефицитом финансов. Бойкот положил конец любой возможности получить чрезвычайную государственную помощь. Бизнесмен Роберт Максвелл выступил с предложением финансирования и занял пост председателя; но хотя он пообещал вложить 2 миллиона фунтов стерлингов, его вклад составил всего 250 000 фунтов стерлингов. При бюджете в 14 миллионов фунтов стерлингов, Игры открылись с дефицитом в 3 миллиона фунтов стерлингов, который позже вырос до 4,3 миллиона фунтов стерлингов. Вместо того, чтобы вложить достаточно денег в мероприятие, новый председатель Игр попросил кредиторов отказаться от половины платежей, причитающихся им, чтобы не допустить срыва мероприятия. Долг был окончательно выплачен в 1989 году, когда Эдинбург потерял около 500 000 фунтов стерлингов.
Несколько участников не были допущены к участию из-за того, что были профессионалами, а не любителями, в первую очередь игроки в боулз Фил Скоглунд из Новой Зеландии и Уилли Вуд из Шотландии.

## Медалисты

### Академическая гребля

#### Мужчины
| Дисциплина                   | Золото | Золото | Серебро | Серебро | Бронза | Бронза |
| ---------------------------- | --- | ------ | --- | ------- | --- | ------ |
| Одиночки                     | Англия · Стив Редгрейв | 7:28   | Австралия · Пауэл, Ричард (гребец) | 7:33    | Новая Зеландия · Эрик Вердонк | 7:39   |
| Двойки                       | Канада · Брюс Форд · Патрик Уолтер | 6:19   | Австралия · Пол Риди · Брэнтон Тэррэлл | 6:21    | Англия · Карл Смит · Аллан Уитвелл | 6:34   |
| Двойки без рулевого          | Англия · Энди Холмс · Стив Редгрейв | 6:40   | Новая Зеландия · Барри Мабботт · Ян Райт | 6:43    | Шотландия · Эван Пирсон · Дэвид Ричес | 6:43   |
| Четвёрки без рулевого        | Канада · Грант Мейн · Кевин Ньюфелд · Пол Стил · Патрик Тёрнер                                                                                   | 6:01   | Новая Зеландия · Эндрю Стивенсон · Шейн О’Брайен · Нэйл Гибсон · Дон Саймон                                                                              | 6:01    | Англия · Грэхем Фолтлесс · Ричард Айлэнд · Мостин Филд · Хэмфри Хэттон                                                                                   | 6:06   |
| Четвёрки с рулевым           | Англия · Мартин Кросс · Адам Клифт · Энди Холмс · Стив Редгрейв · Эдриан Эллисон                                                                 | 6:08   | Новая Зеландия · Найджел Эдерфолд · Крис Уайт · Грег Джонстон · Брюс Холден · Эндрю Берд                                                                 | 6:10    | Австралия · Марк Дойл · Джеймс Галловэй · Майк Маккэй · Джеймс Томкинс · Дэйл Катерсон                                                                   | 6:11   |
| Восьмёрки                    | Австралия · Джеймс Галловэй · Малкольм Баттен · Эндрю Купер · Майк Маккэй · Марк Дойл · Джеймс Томкинс · Ион Попа · Стивен Эванс · Дэйл Катерсон | 5:44   | Англия · Джон Гаррет · Джон Макси · Джонатан Спенсер-Джонс · Марк Бэкингем · Патрик Брутон · Ричард Стэнхоуп · Стивен Пил · Теренс Диллон · Ваугэн Томас | 5:46    | Новая Зеландия · Майк Баррелл · Нэйл Гибсон · Барри Мабботт · Шейн О’Брайен · Эндрю Стивенсон · Дон Саймон · Карл Винсент · Ян Райт · Энди Хэй (рулевой) | 5:48   |
| Лёгкие одиночки              | Австралия · Питер Энтони | 7:16   | Канада · Питер Таттерсол | 7:27    | Англия · Карл Смит | 7:27   |
| Лёгкая четверка без рулевого | Англия · Кристофер Бэйтс · Питер Хэйнинг · Стэйт, Нэйл · Стюарт Форбс                                                                            | 6:26   | Австралия · Саймон Кук · Брайан Дигби · Мэррик Хьюз · Джозеф Джойс                                                                                       | 6:28    | Канада · Дэйв Генри · Брайан Пикер · Роберт Томас · Райан Тирни                                                                                          | 6:36   |

#### Женщины
| Дисциплина                   | Золото | Золото | Серебро | Серебро | Бронза | Бронза |
| ---------------------------- | --- | ------ | --- | ------- | --- | ------ |
| Одиночки                     | Новая Зеландия · Стефани Фостер | 7:43   | Канада · Лайза Райт | 7:49    | Англия · Джиллиан Бонд | 7:53   |
| Двойки                       | Новая Зеландия · Стефани Фостер · Робин Кларк | 7:22   | Канада · Хизер Кларк · Лайза Робертсон | 7:49    | Англия · Дайана Принс · Клэр Паркер | 7:55   |
| Двойки без рулевого          | Канада · Кэтрин Барр · Андреа Шрайнер | 7:35   | Англия · Паулина Бёрд-Харт · Фло Джонстон | 7:42    | Австралия · Кэтрин Холл · Элисон Смит | 7:53   |
| Четвёрки с рулевым           | Канада · Тина Кларк · Триша Смит · Лесли Томпсон · Джейн Треганно · Дженни Валлинга                                                                           | 6:50   | Австралия · Дебора Бассет · Сьюзан Чепмен · Робин Грей-Гарднер · Мэрилин Кидд · Кэйлинн Фрай                                                       | 6:54    | Англия · Джоанна Гаф · Энн Рэдгрэйв · Кэйт Холройд · Патриция Рэйд · Элисон Норриш                                                         | 7:06   |
| Восьмёрки                    | Австралия · Аннелиз Вуртуис · Дебора Бассет · Кэйлинн Фрай · Марго Фостер · Мэрилин Кидд · Робин Грей-Гарднер · Сьюзан Чепмен · Урсула Анна Кэй · Вики Спунер | 6:44   | Англия · Паулина Бёрд-Харт · Элисон Боннер · Энн Рэдгрэйв · Кэйт Гроус · Джоанна Гаф · Кэйт Холройд · Фло Джонстон · Элисон Норриш · Патриция Рэйд | 6:46    | Канада · Анджела Шнейдер · Бренда Тейлор · Карла Пэйс · Кэти Харри · Кэти Ланд · Джилл Сэксби · Сэнди Коппинджер · Сара Огилви · Сюзан Бек | NTT    |
| Лёгкие одиночки              | Австралия · Адайр Фергюсон | 7:45   | Новая Зеландия · Филиппа Бэйкер | 7:46    | Канада · Хизер Хэттин | 7:52   |
| Лёгкие четвёрки без рулевого | Англия · Алекса Форбс · Джиллиан Ходжес · Лин Кларк · Джудит Бёрн                                                                                             | 6:55   | Австралия · Дебора Клингелеффер · Аманда Кросс · Вирджиния Ли · Карин Ридель                                                                       | 7:00    | Канада · Анна Дрост · Марни Хэмилтон · Марлен ван дер Хорст · Вэнди Виби                                                                   | 7:01   |

### Бокс
| Весовая категория       | Золото              | Серебро                 | Бронза                                   |
| ----------------------- | ------------------- | ----------------------- | ---------------------------------------- |
| Первый наилегчайший вес | Скотт Олсон (CAN)   | Марк Эптон (ENG)        | Джонстон Тодд (NIR) Уилсон Дочерти (SCO) |
| Наилегчайший вес        | Джон Лион (ENG)     | Леонард Маханя (SWZ)    | Керри Уэббер (WAL) Стив Биупре (CAN)     |
| Легчайший вес           | Шон Мёрфи (ENG)     | Рой Нэш (NIR)           | Глен Брукс (SCO) Джон Соллито (JER)      |
| Полулёгкий вес          | Билл Доуни (CAN)    | Питер Инглиш (ENG)      | Крис Карлетон (NIR) Джон Уоллес (NZL)    |
| Лёгкий вес              | Асиф Дар (CAN)      | Нэйл Хэддок (WAL)       | Лайтон Мфанде (MAW) Джозеф Джекобс (ENG) |
| Первый полусредний вес  | Ховард Грант (CAN)  | Дэвид Клэнси (AUS)      | Брендан Лоу (NIR) Соломон Кондоуи (MAW)  |
| Полусредний вес         | Даррен Дайер (ENG)  | Джеймс Макалистер (SCO) | Джон Шоу (CAN) Дамьен Дэнни (NIR)        |
| Младший средний вес     | Дэн Шэрри (CAN)     | Рик Финч (AUS)          | Глин Томас (WAL) Алек Маллен (SCO)       |
| Средний вес             | Род Дуглас (ENG)    | Хардинг, Джефф (AUS)    | Патрик Тинни (NIR) Джордж Фэрри (SCO)    |
| Полутяжёлый вес         | Джим Моран (ENG)    | Гарри Лоусон (SCO)      | Брэнт Косолофски (CAN)                   |
| Тяжёлый вес             | Джимми Тандер (NZL) | Дуг Янг (SCO)           | Доминик Д'Амико (CAN) Эрик Кардуза (ENG) |
| Супертяжёлый вес        | Леннокс Льюис (CAN) | Анеурин Эванс (WAL)     | Джеймс Ойебола (ENG)                     |

### Велоспорт

#### Трек
| Дисциплина                         | Золото                                                                         | Золото  | Серебро                                                                     | Серебро | Бронза                                                                       | Бронза  |
| ---------------------------------- | ------------------------------------------------------------------------------ | ------- | --------------------------------------------------------------------------- | ------- | ---------------------------------------------------------------------------- | ------- |
| Мужчины                            |                                                                                |         |                                                                             |         |                                                                              |         |
| Гонка на время                     | Мартин Винникомб (AUS)                                                         | 0:01:06 | Гэри Андерсон (NZL)                                                         | 0:01:06 | Макс Рэйнфорд (AUS)                                                          | 0:01:07 |
| Спринт                             | Гэри Нэйвэнд (AUS)                                                             |         | Алекс Онгаро (CAN)                                                          |         | Эдди Александр (SCO)                                                         |         |
| Индивидуальная гонка преследования | Дин Вудс (AUS)                                                                 | 0:04:44 | Колин Стёргесс (ENG)                                                        | 0:04:51 | Гэри Андерсон (NZL)                                                          | 0:04:54 |
| Командная гонка преследования      | Австралия · Гленн Кларк · Брэтт Даттон · Билл Харди · Уэйн Маккарни · Дин Вудс | 0:04:27 | Новая Зеландия · Гэри Андерсон · Рассел Клун · Стивен Сварт · Эндрю Уитфорд | 0:04:34 | Англия · Крис Бордмэн · Гэри Колтмэн · Роб Музио · Джон Уолшоу · Гай Роулэнд | догнали |
| Скрэтч 10 миль                     | Уэйн Маккарни (AUS)                                                            | 0:19:41 | Дин Вудс (AUS)                                                              | 0:19:41 | Гэри Андерсон (NZL)                                                          | 0:19:41 |

#### Шоссе
| Дисциплина      | Золото                                                          | Золото  | Серебро                                                          | Серебро | Бронза                                                                        | Бронза  |
| --------------- | --------------------------------------------------------------- | ------- | ---------------------------------------------------------------- | ------- | ----------------------------------------------------------------------------- | ------- |
| Мужчины         |                                                                 |         |                                                                  |         |                                                                               |         |
| Шоссейная гонка | Пол Кёрран (ENG)                                                | 4:08:50 | Брайан Фаулер (NZL)                                              | 4:08:50 | Джефф Лесли (AUS)                                                             | 4:08:50 |
| Командная гонка | Англия · Алан Горнол · Дэно Дэйви · Кейт Рейнольдс · Пол Кёрран | 2:13:16 | Новая Зеландия · Блэр Кокс · Грэм Миллер · Грег Фрэйн · Пол Лейч | 2:14:50 | Северная Ирландия · Алистер Ирвин · Кормак Маккан · Джозеф Барр · Мартин Квин | 2:16:13 |

### Вольная борьба
| Весовая категория   | Золото                | Серебро               | Бронза                |
| ------------------- | --------------------- | --------------------- | --------------------- |
| Первая наилегчайшая | Рон Монкур (CAN)      | Данкан Бёрнс (ENG)    | Дэвид Коннелли (SCO)  |
| Наилегчайшая        | Крис Вудкрофт (CAN)   | Джеймс Макалари (AUS) | Найджел Донахью (ENG) |
| Легчайшая           | Митч Остберг (CAN)    | Стив Рэйнсфилд (NZL)  | Брайан Аспен (ENG)    |
| Полулёгкая          | Пол Хьюз (CAN)        | Дэн Камминг (AUS)     | Стивен Белл (NZL)     |
| Лёгкая              | Дэйв Маккэй (CAN)     | Зигмунд Келевиц (AUS) | Стив Купер (ENG)      |
| Полусредняя         | Гэри Холмс (CAN)      | Джеффри Марш (AUS)    | Фрицлойд Уокер (ENG)  |
| Средняя             | Кристофер Ринке (CAN) | Уолтер Кёниг (AUS)    | Тони Булл (ENG)       |
| Полутяжёлая         | Ноэль Лобан (ENG)     | Дуг Кокс (CAN)        | Грэм Инглиш (SCO)     |
| Тяжёлая             | Кларк Дэвис (CAN)     | Роберт Алги (NZL)     | Дэвид Килпин (ENG)    |
| Супертяжёлая        | Уэйн Брайтвэлл (CAN)  | Альберт Патрик (SCO)  | Кэйт Пич (ENG)        |

### Стрельба

#### Пистолет
| Дисциплина                              | Золото                                 | Золото | Серебро                               | Серебро | Бронза                                       | Бронза |
| --------------------------------------- | -------------------------------------- | ------ | ------------------------------------- | ------- | -------------------------------------------- | ------ |
| Мужчины                                 |                                        |        |                                       |         |                                              |        |
| Произвольный пистолет                   | Грег Елавич (NZL)                      | 551    | Фил Адамс (AUS) Хо Кар Фай (HKG)      | 549     |                                              |        |
| Произвольный пистолет (пары)            | Канада · Том Гвин · Клод Бюлье         | 1099   | Англия · Пол Ледердэйл · Ричард Ванг  | 1090    | Австралия · Фил Адамс · Бен Сэндсторм        | 1085   |
| Пистолет центрального боя               | Боб Нордовер (ENG)                     | 583    | Фил Адамс (AUS)                       | 582     | Род Хэк (AUS)                                | 580    |
| Пистолет центрального боя (пары)        | Австралия · Фил Адамс · Род Хэк        | 1165   | Англия · Боб Нордовер · Майкл Катлер  | 1157    | Новая Зеландия · Рэкс Хэмилтон · Барри О’Нил | 1153   |
| Скоростная стрельба из пистолета        | Патрик Мюррэй (AUS)                    | 591    | Эдриан Бретон (GGY)                   | 588     | Марк Хоукинс (CAN)                           | 585    |
| Скоростная стрельба из пистолета (пары) | Англия · Брайан Гёрлинг · Тэрри Тёрнер | 1169   | Австралия · Патрик Мюррэй · Джек Маст | 1152    | Канада · Марк Хоукинс · Андре Шеврефилс      | 1150   |
| Пневматический пистолет                 | Грег Елавич (NZL)                      | 575    | Том Гвин (CAN)                        | 574     | Гилберт Ю (HKG)                              | 574    |
| Пневматический пистолет (пары)          | Англия · Пол Ледердэйл · Ян Рэйд       | 1143   | Австралия · Фил Адамс · Брюс Фэвилл   | 1143    | Новая Зеландия · Грег Елавич · Бэрри Уикинс  | 1140   |

#### Винтовка
| Дисциплина                                  | Золото                               | Золото | Серебро                                      | Серебро | Бронза                                            | Бронза |
| ------------------------------------------- | ------------------------------------ | ------ | -------------------------------------------- | ------- | ------------------------------------------------- | ------ |
| Мужчины                                     |                                      |        |                                              |         |                                                   |        |
| Малокалиберная винтовка (лёжа)              | Алан Смит (AUS)                      | 599    | Алистер Аллан (SCO)                          | 598     | Гэйл Стюарт (CAN) Джон Ноулес (SCO)               | 597    |
| Малокалиберная винтовка (лёжа, пары)        | Канада · Майкл Эшфорт · Гэйл Стюарт  | 1175   | Австралия · Дональд Брук · Алан Смит         | 1171    | Уэльс · Тэрри Вэйкфилд · Колин Харрис             | 1165   |
| Малокалиберная винтовка (три позиции)       | Малкольм Купер (ENG)                 | 1170   | Алистер Аллан (SCO)                          | 1167    | Жан-Франсуа Сенекал (CAN)                         | 1150   |
| Малокалиберная винтовка (три позиции, пары) | Англия · Малкольм Купер · Сара Купер | 2278   | Канада · Жан-Франсуа Сенекал · Майкл Дион    | 2276    | Шотландия · Алистер Аллан · Билл Макнэйл          | 2241   |
| Крупнокалиберная винтовка                   | Стэн Голинский (AUS)                 | 396    | Алан Марион (CAN)                            | 396     | Джон Блумфилд (ENG)                               | 395    |
| Крупнокалиберная винтовка (пары)            | Канада · Билл Болдуин · Алан Марион  | 583    | Австралия · Джеймс Корбетт · Стэн Голинский  | 583     | Северная Ирландия · Дэвид Калверт · Мартин Миллар | 582    |
| Пневматическая винтовка                     | Гай Лорион (CAN)                     | 588    | Шэрон Боуис (CAN)                            | 583     | Малкольм Купер (ENG)                              | 582    |
| Пневматическая винтовка (пары)              | Канада · Гай Лорион · Шэрон Боуис    | 1167   | Австралия · Вольфганг Джобст · Антон Вурфель | 1151    | Англия · Малкольм Купер · Роберт Смит             | 1146   |

#### Стендовая стрельба
| Дисциплина  | Золото                           | Золото | Серебро                                     | Серебро | Бронза                                      | Бронза |
| ----------- | -------------------------------- | ------ | ------------------------------------------- | ------- | ------------------------------------------- | ------ |
| Мужчины     |                                  |        |                                             |         |                                             |        |
| Трап        | Ян Пил (ENG)                     | 195    | Питер Боден (ENG)                           | 192     | Роланд Филлипс (WAL)                        | 192    |
| Трап (пары) | Англия · Питер Боден · Ян Пил    | 185    | Северная Ирландия · Том Хьюитт · Имон Фёрфи | 183     | Австралия · Терри Рамбел · Доминго Диас     | 183    |
| Скит        | Найджел Кэлли (IOM)              | 196    | Джо Нэвилл (ENG) Брайан Габриэль (CAN)      | 195     |                                             |        |
| Скит (пары) | Англия · Джо Нэвилл · Кен Хармен | 195    | Канада · Брайан Габриэль · Дон Квасинция    | 193     | Новая Зеландия · Джон Вулли · Джефф Фаррелл | 189    |

### Тяжёлая атлетика
| Весовая категория | Золото                  | Золото | Серебро                 | Серебро | Бронза                  | Бронза |
| ----------------- | ----------------------- | ------ | ----------------------- | ------- | ----------------------- | ------ |
| до 48 кг          | Грег Хэйман (AUS)       | 212,5  | Чарли Револта (SCO)     | 185     | Алан Огилви (SCO)       | 177,5  |
| до 52 кг          | Ник Вукелатос (AUS)     | 245    | Клейтон Чилли (NZL)     | 217,5   | Тео Ёнг Джу (SIN)       | 215    |
| до 56 кг          | Рэй Уильямс (WAL)       | 252,5  | Дэвид Ловенстейн (AUS)  | 250     | Джеффри Брайс (WAL)     | 235    |
| до 60 кг          | Дин Уилли (ENG)         | 315    | Рон Лэйкок (AUS)        | 307,5   | Лэнгис Коут (CAN)       | 290    |
| до 67,5 кг        | Басилиос Стеллиос (AUS) | 302,5  | Луис Пэйер (CAN)        | 300     | Нэйл Тэйлор (WAL)       | 270    |
| до 75 кг          | Дэйв Морган (WAL)       | 350    | Роберт Каббас (AUS)     | 325     | Питер Мэй (ENG)         | 317,5  |
| до 82,5 кг        | Кейт Бокселл (ENG)      | 350    | Дэивд Мерсер (ENG)      | 342,5   | Гай Гриветт (CAN)       | 340    |
| до 90 кг          | Денис Гарон (CAN)       | 360    | Данкан Доукинс (ENG)    | 332,5   | Эндрю Сакстон (ENG)     | 327,5  |
| до 110 кг         | Кевин Рой (CAN)         | 375    | Гино Франтанджело (AUS) | 372,5   | Эндрю Дэвис (WAL)       | 370    |
| свыше 110 кг      | Дин Лукин (AUS)         | 392,5  | Дэвид Болдук (CAN)      | 347,5   | Чарльз Гарзарелла (AUS) | 342,5  |

## Общий медальный зачёт
*   Принимающая страна (Шотландия)
| Место           | Страна            | Золото | Серебро | Бронза | Всего |
| --------------- | ----------------- | ------ | ------- | ------ | ----- |
| 1               | Англия            | 52     | 43      | 49     | 144   |
| 2               | Канада            | 51     | 34      | 31     | 116   |
| 3               | Австралия         | 40     | 46      | 35     | 121   |
| 4               | Новая Зеландия    | 8      | 16      | 14     | 38    |
| 5               | Уэльс             | 6      | 5       | 12     | 23    |
| 6               | Шотландия*        | 3      | 12      | 18     | 33    |
| 7               | Северная Ирландия | 2      | 4       | 9      | 15    |
| 8               | Остров Мэн        | 1      | 0       | 0      | 1     |
| 9               | Гернси            | 0      | 2       | 0      | 2     |
| 10              | Эсватини          | 0      | 1       | 0      | 1     |
| 11              | Гонконг           | 0      | 0       | 3      | 3     |
| 12              | Малави            | 0      | 0       | 2      | 2     |
| 13              | Ботсвана          | 0      | 0       | 1      | 1     |
| 13              | Джерси            | 0      | 0       | 1      | 1     |
| 13              | Сингапур          | 0      | 0       | 1      | 1     |
| Всего стран: 15 | Всего стран: 15   | 163    | 163     | 176    | 502   |